# Bricelet
Le bricelet, en allemand : Bretzeli, est une gaufre fine et croustillante, spécialité de Suisse occidentale, cuite dans un « fer à bricelets » (s'apparentant à un gaufrier) aux motifs divers. Il s'agit d'une variante de l'oublie.

## Origine du nom
L'origine du nom est probablement liée à une influence mutuelle du nom allemand Bretzel et du nom français « bricelet » qui ont donné lieu au nom alémanique de Bretzeli ou Brätzeli. On trouve encore au début du XXe siècle la variante orthographique « brisselet » qui n'est plus guère utilisée.

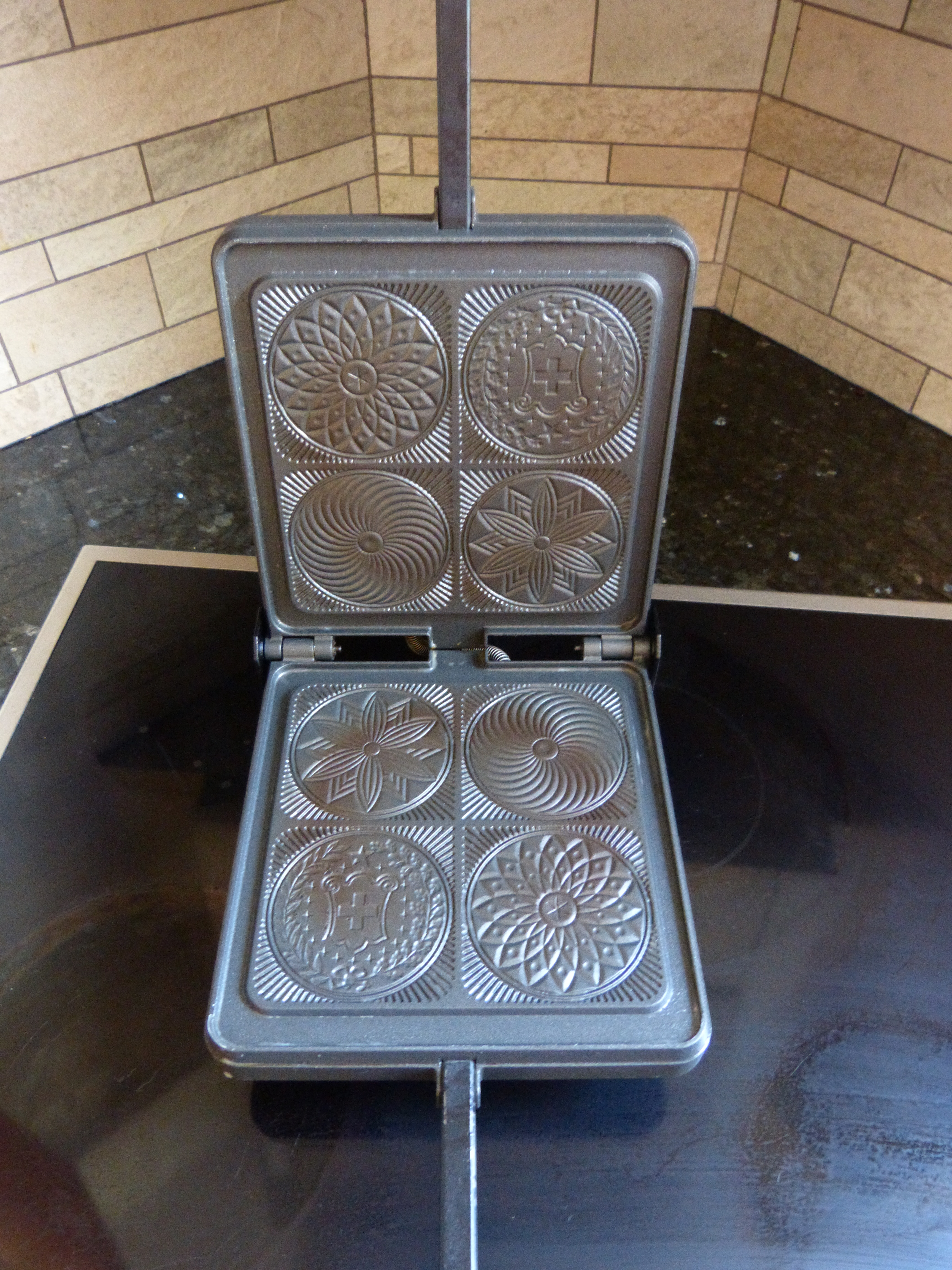
Moule en fer servant à confectionner les bricelets.

## Histoire
La production de bricelets est attestée en Suisse depuis 1552 et est probablement liée à la fabrication des hosties. Un écrit du canton de Fribourg dépeint « ung fer pour fere le bresie ». Jusqu'au XIXe siècle, les fers à bricelets sont en fer forgé puis ciselés ou incisés. Les matrices et poinçons facilitant la production de ces derniers n'apparaissent qu'alors.
Une forme de gaufre roulée de ce type existe aussi en Occitanie, au nord de Toulouse, sous le nom de curbelet.

## Confection
Chaque région propose sa recette de bricelets à pâte épaisse ou plus liquide, utilisant du beurre ou de la crème, selon la spécialité locale.
Les bricelets sont le plus souvent sucrés pour accompagner les glaces ou le café, mais on trouve également des variantes salées, parfumées avec des graines de carvi, appelé cumin en Suisse romande, ou avec du fromage, qui sont servis à l'apéritif.
Au sortir du fer, les bricelets encore chauds sont soit immédiatement roulés autour d'une tige en bois, pour leur donner une forme de cylindre, soit refroidis tels quels.

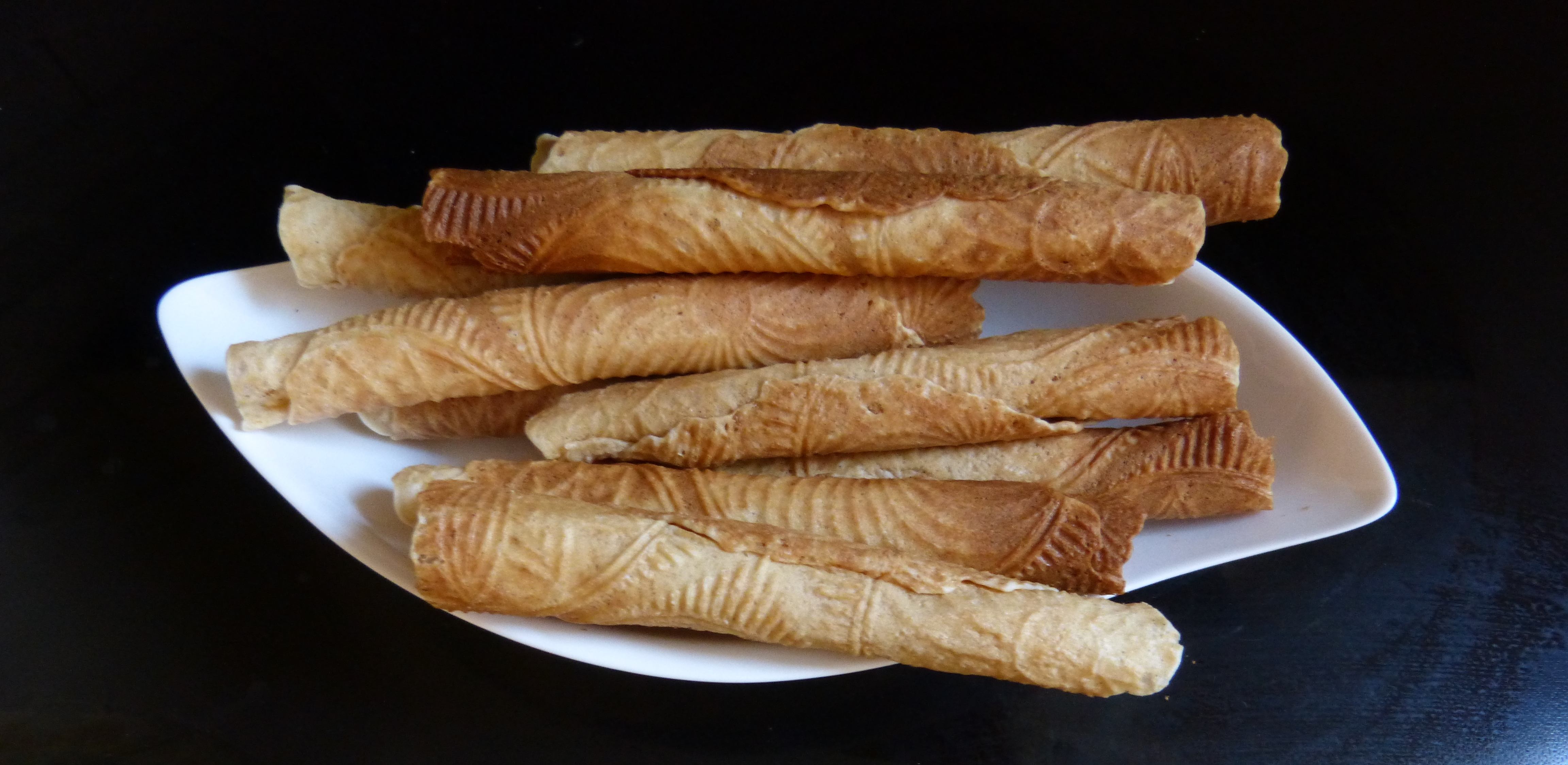
Bricelets roulés.